# Colostethus panamansis
Colostethus panamansis es una especie de anfibio anuro de la familia Dendrobatidae.

## Distribución geográfica
Esta especie habita en Panamá y Colombia en el departamento de Chocó desde el nivel del mar hasta 800 m de altitud.

## Descripción
El holotipo masculino mide 25 mm y el paratipo femenino mide 30 mm.

## Etimología
Su nombre de especie, compuesto de panama y el sufijo latín -ensis, significa "que vive, que habita", y le fue dado en referencia al lugar de su descubrimiento, Panamá.

## Publicación original
- Dunn, 1933 : Amphibians and reptiles from El Valle de Anton, Panama. Occasional Papers of the Boston Society of Natural History, vol. 8, p. 65–79[5]